# علی محمدلو (مشگین‌شهر)
علی محمدلو یک روستا در ایران است که در دهستان مشگین شرقی واقع شده‌است. علی محمدلو ۲۱ نفر جمعیت دارد.